# Way Out West Festival
Way Out West ist ein Musikfestival, das seit 2007 jährlich in Göteborg, Schweden, stattfindet. Das Festival kombiniert Auftritte auf drei großen Bühnen im Schloßwald mit Konzerten auf anderen Bühnen rund um Göteborg. Das Musikprogramm wird gewöhnlicherweise ergänzt durch andere Kulturbeiträge wie Film, Graffiti, Literatur und andere Kunst.
Das Festival wurde von der Zeitung The Times erwähnt und von dem Musiksender MTV im Jahr 2011 als am meisten innovativ gepriesen.

## Geschichte
Way Out West wurde von Ola Broquist & Patrick Fredriksson, Morgan Johansson, Fredrik Holmstedt, Niklas Lundell & Joel Borg gegründet.
Ola Broquist & Patrick Fredriksson, Morgan Johansson sind auch die Gründer des Buchungsportals Luger, das für Way Out West als Veranstalter auftritt.
Das erste Festival fand am 10.–11. August 2007 statt. Im ersten Jahr traten unter anderem folgende Künstler bei Way Out West auf: Primal Scream, Erykah Badu, Manu Chao, The Hives, The Pogues, Regina Spektor, The Hellacopters, CocoRosie und Kanye West.
Sämtliche der 18 000 Eintrittskarten wurden verkauft.
Die siebte Auflage im Jahr 2012 war die erste mit Konzerten an drei Abenden. Der Auftritt der deutschen Band Kraftwerk fand am meisten Beachtung. Darüber hinaus wählte der Veranstalter auf dem Festival ausschließlich vegetarische Speisen anzubieten. Der Slogan „Way Out West goes veggie“ wurde in den Medien ausgiebig diskutiert.